# 乔·斯卡利
乔·斯卡利（英語：Joe Scally，2002年12月31日—），美国男子足球运动员，场上位置是边后卫，2022年加入成年国家队。他曾代表美国国家队参加2022年国际足联世界杯，结果队伍止步十六强。